# Eronilde Araújo
Eronilde Nunes de Araújo (Bom Jesus da Lapa, 31 de dezembro de 1970) é um ex-atleta brasileiro, especializado em provas de 400m.
Foi o recordista sul-americano nos 400m com barreiras, com a marca de 48s04, obtidos em 1995. Ganhou 3 medalhas de ouro nos Pans de 1991,1995 e 1999. Pentacampeão Sul-Americano entre 1991 e 1999, bicampeão Ibero-Americano em 1992 e 1998. Medalha de prata no 4x400m livres no Pan de Winnipeg 1999.
Participou da Olimpíada de Barcelona 1992, Atlanta 1996, ficando em 8º, e da Olimpíada de Sydney 2000, ficando em 5º.